# Edgeir Benum
Edgeir Benum (ur. 13 października 1939 w Verdal, zm. 18 maja 2024) – norweski historyk. W 1967 ukończył studia na Uniwersytecie w Oslo, gdzie wykładał aż do 1972. Od 1973 do 1980 pracował na Uniwersytecie w Tromsø, a następnie ponownie w Oslo.

## Wybrane publikacje
- Maktsentra og opposisjon. Spaniasaken i Norge 1946-47, Oslo 1969.
- Sentraladministrasjonens historie. volume 2, 1845-1884, Oslo 1979.
- Byråkratienes by. Oslo bys historie, volume 5, 1948-1986, Oslo 1994.
- Overflod og fremtidsfrykt. Aschehougs norgeshistorie, volume 12, 1970 - vår tid, 1998.